# Rhogeessa tumida
Rhogeessa tumida е вид бозайник от семейство Гладконоси прилепи (Vespertilionidae).

## Разпространение
Видът е разпространен в Белиз, Гватемала, Коста Рика, Мексико, Никарагуа, Салвадор и Хондурас.